# غاري بلاكوود (مؤلف)
غاري بلاكوود (بالإنجليزية: Gary Blackwood)‏ (23 أكتوبر 1945، ميدفيل في الولايات المتحدة)؛ كاتِب مُتخصِّص في أدب الأطفال وروائي أمريكي.

## روابط خارجية
- غاري بلاكوود على موقع IMDb (الإنجليزية)